# Smile (film 2009)
(Tagline del film.)
Smile è un film del 2009 scritto e diretto da Francesco Gasperoni, alla sua opera prima. Il film, sostenuto dal Ministero per i Beni e le Attività Culturali, è stato distribuito nelle sale il 28 agosto 2009.

## Trama
Un gruppo di amici si reca in Marocco per una vacanza all'insegna del relax e dell'avventura. Clarissa, una ragazza del gruppo, appassionata di fotografia ed intenzionata a diventare una reporter fotografica, decide di immortalare ogni istante della vacanza, ma la sua macchina fotografica le viene rubata ed è costretta suo malgrado ad acquistarne una al più vicino villaggio. Trova una vecchia polaroid risalente agli anni settanta presso un misterioso ed inquietante antiquario. Il viaggio del gruppo prosegue ma iniziano a verificarsi atroci omicidi che sembrano essere collegati alla macchina fotografica, che pare abbia il potere di uccidere chiunque venga fotografato.

## Produzione
Le riprese del film hanno avuto luogo in Marocco per la durata di cinque settimane, con una troupe metà italiana e metà marocchina, avvalendosi dell'aiuto della scuola di cinema di Casablanca.

## Distribuzione
Il film è uscito in 150 sale cinematografiche italiane il 28 agosto 2009. Nel settembre dello stesso anno è stato distribuito in Francia mentre in ottobre nel resto d'Europa. Il film sarà distribuito anche negli Stati Uniti direttamente in DVD.